# Suning Plaza Tower 1
La Suning Plaza Tower 1 est un gratte-ciel situé à Zhenjiang en Chine. La tour s'élève à 338 mètres et a été achevée en 2018. Elle est voisine de la Suning Plaza Tower 2, plus petite.
L'architecte est l'agence britannique RMJM.